# Poolbillard-Europameisterschaft 1992
Die Poolbillard-Europameisterschaft 1992 war ein vom europäischen Poolbillardverband EPBF in Velden am Wörther See in Österreich und in der slowenischen Hauptstadt Ljubljana ausgetragenes Poolbillardturnier. Die Disziplinen 8-Ball und 14/1 endlos der Herren und Damen wurden in Ljubljana ausgetragen. Die 9-Ball-Wettbewerbe sowie die Mannschafts-EM fanden in Velden statt.
Der Schwede Niklas Bergendorff besiegte im 14/1 endlos-Finale den Deutschen Ralf Souquet und wurde somit erstmals Europameister. 
Souquet hingegen gelang es im 8-Ball, seinen Titel aus dem Vorjahr gegen den Norweger Trond Larsen zu verteidigen. Der Österreicher Werner Duregger wurde durch einen Finalsieg gegen den Belgier Mario Lannoye 9-Ball-Europameister. Die Deutschen Oliver Ortmann und Thomas Engert gewannen jeweils eine Bronzemedaille.
Im Finale gegen die Deutsche Ilona Bernhard gelang es der Schwedin Helena Thornfeldt ihren EM-Titel im 14/1 endlos erfolgreich zu verteidigen. Louise Furberg, die 1991 9-Ball-Europameisterin wurde, gewann das 8-Ball-Finale gegen Bernhard. Im 9-Ball wurde die Vorjahres-Finalistin Franziska Stark im Finale gegen die Norwegerin Vibeke Havre Europameisterin.
Die Österreicherin Gerda Hofstätter gewann dreimal Bronze, die Deutschen Andrea Kroll und Sylvia Buschhüter belegten jeweils einmal den dritten Platz.
Der deutschen Herren-Mannschaft bestehend aus Thomas Engert, Oliver Ortmann, Ralf Souquet und Thomas Hasch wurde im Finale gegen Schweden Europameister und konnte somit den Titel von 1991 erfolgreich verteidigen. Österreich wurde Dritter.
Die deutsche Damen-Mannschaft traf im Finale auf Titelverteidiger Schweden. Die Mannschaft aus Franziska Stark, Ilona Bernhard, Andrea Kroll und Sylvia Buschhüter setzte sich dabei durch und wurde erstmals Europameister. Die Schweiz und Österreich gewannen Bronze.

## Medaillengewinner
| Disziplin            | Gold               | Silber         | Bronze             |
| -------------------- | ------------------ | -------------- | ------------------ |
| Herren – 14/1 endlos | Niklas Bergendorff | Ralf Souquet   | Lars Harald Riiber |
| Herren – 14/1 endlos | Niklas Bergendorff | Ralf Souquet   | Oliver Ortmann     |
| Herren – 8-Ball      | Ralf Souquet       | Trond Larsen   | Thomas Engert      |
| Herren – 8-Ball      | Ralf Souquet       | Trond Larsen   | Vegar Kristiansen  |
| Herren – 9-Ball      | Werner Duregger    | Mario Lannoye  | Niklas Bergendorff |
| Herren – 9-Ball      | Werner Duregger    | Mario Lannoye  | Jan Lundell        |
| Herren-Mannschaft    | Deutschland        | Schweden       | Österreich         |
| Herren-Mannschaft    | Deutschland        | Schweden       | Norwegen           |
| Damen – 14/1 endlos  | Helena Thornfeldt  | Ilona Bernhard | Gerda Hofstätter   |
| Damen – 14/1 endlos  | Helena Thornfeldt  | Ilona Bernhard | Andrea Kroll       |
| Damen – 8-Ball       | Louise Furberg     | Ilona Bernhard | Sylvia Buschhüter  |
| Damen – 8-Ball       | Louise Furberg     | Ilona Bernhard | Gerda Hofstätter   |
| Damen – 9-Ball       | Franziska Stark    | Vibeke Havre   | Helena Thornfeldt  |
| Damen – 9-Ball       | Franziska Stark    | Vibeke Havre   | Gerda Hofstätter   |
| Damen-Mannschaft     | Deutschland        | Schweden       | Schweiz            |
| Damen-Mannschaft     | Deutschland        | Schweden       | Österreich         |